# محطة قطار توغزة
محطة توغزة هي محطة قطار جزائرية تقع في إقليم بلدية الشرفة بولاية البويرة .

## موقع في السكك الحديدية
تقع محطة توغزة شرق بلدية الشرفة على خط بني منصور إلى بجاية ، حيث تسبقها محطة بني منصور وتتبعها محطة تازمالت .

## خدمة الركاب

### خدمة
تخدم محطة توغزة القطارات الإقليمية على خط بني منصور - بجاية  .

## أٌنظر أيضا

### مَقالات ذات صلة
- الخط من بني منصور إلى بجاية
- قائمة محطات القطارات في الجزائر

### رَابط خارجي
- الموقع الرسمي لـSNTF